# ACM学生研究竞赛
ACM学生研究竞赛（英語：ACM Student Research Competition）是美国计算机学会（Association for Computing Machinery，ACM）主办的一项学生参与的研究型竞赛，由微軟研究院赞助。其知名度逊于ACM举办的另一项赛事ACM国际大学生程序设计竞赛。

## 外部連結
- ACM官方網站。